# Sonderbehandlung
Sonderbehandlung (in tedesco: ˈzɔndɐbəˌhandlʊŋ, "trattamento speciale" o "trattamento preferenziale") era un termine usato dai funzionari nazisti e dalle SS come eufemismo per indicare l'omicidio di massa; più comunemente nella documentazione era usata l'abbreviazione "SB". Il termine diventò famoso per la prima volta durante l'Aktion T4, il piano in cui i medici delle SS uccisero i pazienti malati di mente e disabili tra il 1939 e il 1941, e fu usato anche in maniera più generica dai nazisti per documentare gli omicidi di massa ed i genocidi: un esempio degno di nota fu il Sonderbehandlung 14f13.

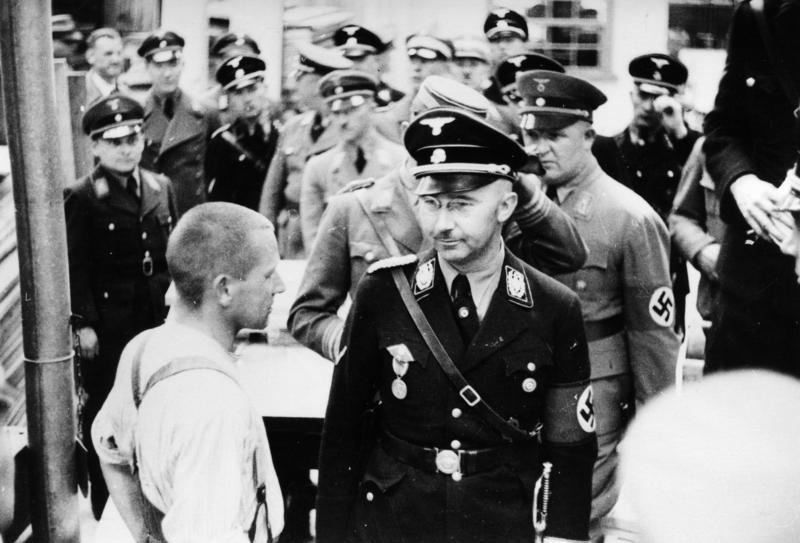
Himmler (davanti a destra, accanto al prigioniero) in visita al campo di concentramento di Dachau nel 1936.

Questo termine fu utilizzato per riferirsi in modo impreciso alle apparecchiature utilizzate per perpetrare i crimini stessi, come le camere a gas ed il gas Zyklon B. Il vero significato di Sonderbehandlung era ampiamente noto tra le SS tanto che nell'aprile 1943 il Reichsführer-SS Heinrich Himmler fu così preoccupato per la sua sicurezza che lo fece redigere in un rapporto segreto.
Berel Lang afferma che il linguaggio mascherato fu usato "[...] non solo nelle comunicazioni inviate alla popolazione ebraica, dove l'intenzione di coloro che emettevano le comunicazioni era di ingannare gli ebrei al fine di ridurre al minimo la probabilità di resistenza, ma anche negli indirizzi all'esterno e, forse più significativamente, anche nelle comunicazioni interne tra funzionari che conoscevano indiscutibilmente, a volte erano essi stessi responsabili, delle sostituzioni linguistiche previste dalle norme".

## Contesto storico

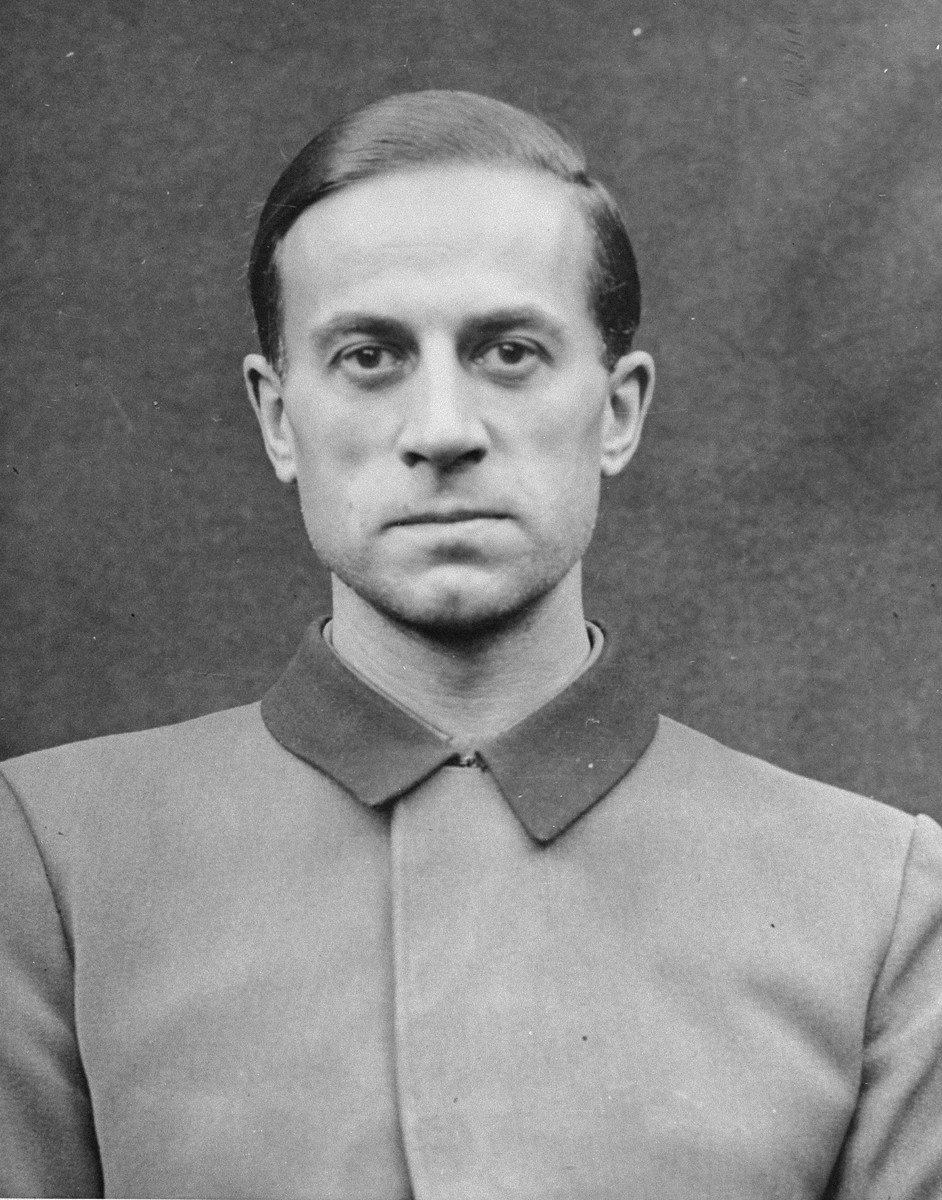
Il dottor Karl Brandt, medico personale di Hitler e organizzatore dell'Aktion T4.

Entro l'estate del 1941, l'Aktion T4 divenne di dominio pubblico, sia in Germania, sia nei paesi neutrali e anche tra i nemici della Germania: il 24 agosto 1941 Hitler ordinò al capo congiunto dell'operazione, il dottor Karl Brandt, di interromperla a causa della crescente protesta pubblica; nonostante ciò l'operazione proseguì, non solo nascosta agli occhi dell'opinione pubblica, ma anche con maggiore intensità. Hitler non volle correre il rischio che l'ordine lo mettesse di nuovo pubblicamente in imbarazzo e, di conseguenza, l'ordine esplicito di compiere l'Olocausto fu impartito oralmente. Anche se ci fossero state delle istanze scritte di questo ordine, sarebbero state quasi certamente distrutte dai nazisti nel momento in cui si fossero resi conto che la loro sconfitta fosse ormai inevitabile.
Laddove i nazisti dovevano documentare l'omicidio, il termine Sonderbehandlung diventò uno dei numerosi eufemismi usati. I medici dell'Aktion T4 utilizzarono il termine desinfiziert ("disinfettato") per documentare le gasazioni di persone con problemi di mente e portatori di handicap.
Il piano vero e proprio per sterminare gli ebrei d'Europa fu chiamato Die Endlösung der Judenfrage ("Soluzione finale della questione ebraica"). Gli altri termini usati per descrivere le operazioni di sterminio inclusero:
- Evakuierung ("evacuazione");
- Aussiedlung ("espulsione");
- Umsiedlung ("reinsediamento");
- Auflockerung ("diradamento", come nell'allontanamento degli abitanti da un ghetto);[6]
- Befriedungsaktion ("pacificazione");[6]
- Ausserordentliche Befriedungsaktion o AB Aktion ("pacificazione speciale");[6]
- Abwanderung ("essere-stato-migrato");[6]
- Säuberung ("pulizia");[6]
- Sicherheitspolizeilich durchgearbeitet ("diretto" o elaborato in modo conforme al Sicherheitsdienst).[6]

I discorsi di Posen pronunciati da Heinrich Himmler nell'ottobre 1943 furono i primi documenti conosciuti in cui un membro di alto rango del governo nazista parlò esplicitamente della perpetrazione dell'Olocausto durante la guerra. Himmler citò la "Judenevakuierung" o "evacuazione degli ebrei", usato come sinonimo del loro sterminio. A un certo punto del discorso, Himmler affermò:"l'eliminazione degli ebrei, lo sterminio, lo stiamo facendo", soffermandosi brevemente sul mezzo di "eliminazione" (Ausschaltung) prima di continuare a usare il termine "sterminio" (Ausrottung). La sua esitazione nell'usare "eliminazione" può essere considerata come un rapido controllo mentale per verificare se potesse essere accettabile o meno usare tali termini in pubblico.
Questo fatto fu paragonato a un altro incidente di autoverifica in senso opposto, dove Joseph Goebbels, nel suo discorso del 18 febbraio 1943, iniziò a usare "Ausrottung des Judentums" ("sterminio degli ebrei") passando poi a "Ausschaltung", tenendo sempre presente che stava parlando in pubblico. Il suo fraseggio risultante fu "Ausrott [...]", che può essere paragonato a "sterminio".

## Utilizzo

Heydrich (a sinistra) con Karl Hermann Frank al Castello di Praga nel 1941.

Il termine è apparso per la prima volta il 20 settembre 1939 in un decreto del SS-Obergruppenführer Reinhard Heydrich, capo della Gestapo e del Sicherheitsdienst, a tutti i dipartimenti di polizia di stato:
L'uso è diretto contro i tedeschi piuttosto che contro gli ebrei, si riferì ai "principi della sicurezza interna dello stato durante la guerra". Tuttavia, la legge consentiva l'uccisione di qualsiasi persona il regime desiderasse. Una nota datata sei giorni dopo dall'incontro alla SS-Reichssicherheitshauptamt definì Sonderbehandlung con "esecuzione".
Un rapporto del fronte orientale del 25 ottobre 1941 recita che "a causa del grave pericolo di epidemia, l'8 ottobre 1941 iniziò la completa liquidazione degli ebrei dal ghetto di Vicebsk. Il numero di ebrei ai quali è riservato il trattamento speciale da applicare è di circa 3000 individui".
Un estratto di un decreto datato 20 febbraio 1942, inviato dall'RSHA e scritto da Himmler sul trattamento dei "lavoratori civili stranieri", consiglia che, in casi particolarmente difficili, si dovrebbe presentare domanda all'RSHA per il trattamento speciale, aggiungendo che tale "trattamento speciale avviene per impiccagione". In una lettera alla RSHA, il SS-Hauptsturmführer Heinz Trühe richiede ulteriori gaswagen per "[...] il trasporto di ebrei, che dovevano essere trattati in modo speciale [...]". I gaswagen furono dei veicoli contenenti un compartimento ermetico in cui le vittime venivano rinchiuse e dove veniva pompato il gas di scarico, uccidendo le vittime con gli effetti combinati dell'avvelenamento da monossido di carbonio e del soffocamento.

## Attrezzatura ed equipaggiamento

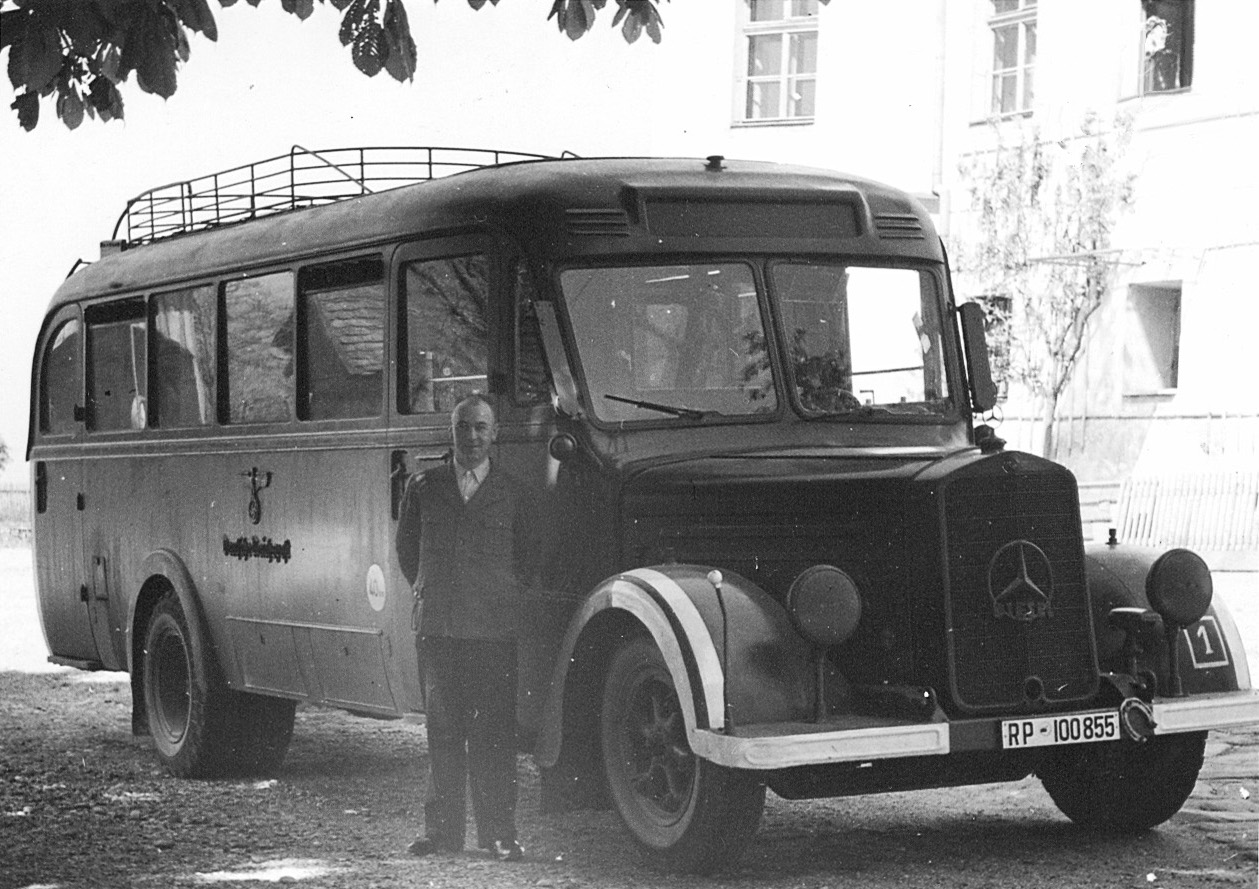
L'autobus Hartheim usato per asfissiare i prigionieri.

In tedesco, Sonder-, che significa "speciale", può essere usato per formare nomi composti. Oltre che in riferimento alle Aktion, i nazisti usarono questi eufemismi per riferirsi all'effettivo equipaggiamento utilizzato per compiere le uccisioni. Nella sua lettera, Trühe si riferisce ai furgoni come "S-wagen" o "Sonderwagen" ("furgoni speciali") per intero. Altri riferimenti documentati includono "Sonderfahrzeug" ("veicolo speciale"), "Spezialwagen" ("furgone speciale") e "Hilfsmittel" ("equipaggiamento ausiliario").

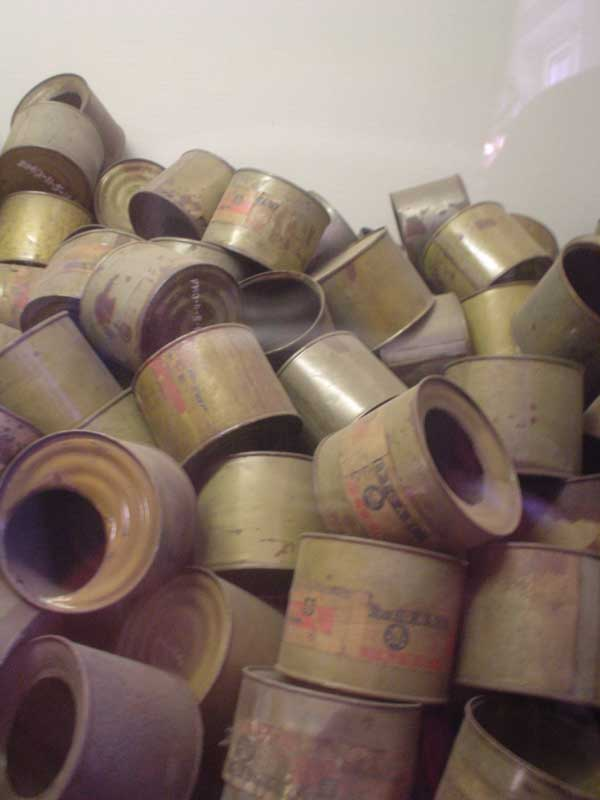
Contenitori vuoti di Zyklon B trovati dagli Alleati ad Auschwitz-Birkenau nel 1945.

Diversi esempi di questo linguaggio non specifico, in riferimento all'equipaggiamento, si possono trovare nei documenti riguardanti il campo di concentramento di Auschwitz. Una lettera del 21 agosto 1942 si riferiva a "Bunker 1" e "Bunker 2" (cioè le fattorie a ovest di Birkenau convertite in camere a gas) come "Badeanstalten für Sonderaktionen" ("stabilimenti balneari per azioni speciali"). Nella lettera, questa frase è riportata tra virgolette, suggerendo ulteriormente la natura eufemistica di ciò che si intendesse. Sui progetti, le camere a gas nel seminterrato dei crematori II e III erano semplicemente contrassegnate come "Leichenkeller 1" ("obitorio nel seminterrato 1") e gli spogliatoi nel seminterrato erano contrassegnati come "Leichenkeller 2".
Una lettera del 27 novembre 1942 all'architetto capo di Auschwitz, il SS-Sturmbannführer Karl Bischoff si riferiva all'obitorio 1 del Crematorio II come "Sonderkeller" ("cantina speciale"). Una lettera dell'SS-Sturmbannführer Rudolf Jährling riguardante i crematori II e III ai costruttori dei forni J.A. Topf und Söhne datata 6 marzo 1943, si riferisce all'obitorio 2 come "Auskleideraum" ("spogliatoio").
Le unità di prigionieri costretti a svuotare le camere a gas e caricare i corpi nei forni furono conosciute come Sonderkommando ("squadre speciali"). Un documento del 26 agosto 1942 autorizzava le autorità del campo a inviare un camion "[...] a Dessau per raccogliere materiale per un trattamento speciale [...]", Dessau era uno dei due luoghi in cui veniva prodotto lo Zyklon B.
Una lettera del 13 ottobre 1942, firmata da Bischoff, afferma che la costruzione dei nuovi impianti crematori "[...] era necessario iniziare immediatamente nel luglio 1942 a causa della situazione causata dalle azioni speciali". L'8 settembre 1943, 5006 ebrei furono trasferiti da Theresienstadt ad Auschwitz con la denominazione "SB sei mesi". Sei mesi dopo, il 9 marzo 1944, quelli ancora vivi furono gasati. Nel suo diario, l'SS-Obersturmführer e il medico Johann Kremer descrive di aver visto per la prima volta l'uso del gas:
Tre giorni dopo, Kremer descrisse l'assassinio di massa dei prigionieri emaciati, soprannominati "Musselmanner":
In una lettera datata 29 gennaio 1943 dall'SS-Sturmbannführer Bischoff all'SS-Oberführer Hans Kammler, Bischoff si riferisce all'obitorio seminterrato 1 del Crematorio II ad Auschwitz come un "Vergasungskeller", letteralmente "cantina di gassificazione". Nella lettera la parola è sottolineata e in cima al documento è scritto: "SS-Untersturmführer Kirschnek!"
Ci fu una politica molto chiara di come le parole "camera a gas" non dovessero essere usate; il sottotenente Kirschnek dovette essere informato di questo lapsus. Citando questa lettera unica, Robert Jan van Pelt afferma che nell'usare "azioni speciali" o "trattamenti speciali" al posto dello sterminio e dell'uccisione, i primi negazionisti dell'Olocausto furono gli stessi nazisti, in quanto tentarono di negare a se stessi ciò che stavano facendo.

## Sensibilità
Heinrich Himmler divenne sempre più preoccupato per la sicurezza di documentare la distruzione degli ebrei. Il 9 aprile 1943 scrisse una lettera segreta al successore di Heydrich come capo della Gestapo e SD, SS-Obergruppenführer Ernst Kaltenbrunner, in merito al Rapporto Korherr. Himmler considerò il rapporto "ben eseguito a fini di mimetizzazione e potenzialmente utile per i tempi successivi".
Il giorno successivo, l'SS-Obersturmbannführer Rudolf Brandt trasmise un messaggio all'autore del rapporto, Richard Korherr, affermando:
Non deve essere impiegata nessun'altra formulazione.»
Himmler era così sicuro che quasi tutti sapevano cosa significasse "trattamento speciale" e ordinò che fosse sostituito con l'ancor più vago "durchgeschleust" ("guidato"), anche se il documento in questione era top secret. I campi in questione nel Governatorato Generale furono i campi di sterminio di Treblinka, Sobibor e Belzec e il campo di concentramento di Majdanek. L'unico campo presente nel Warthegau fu il campo di sterminio di Chełmno.

## Prospettive naziste

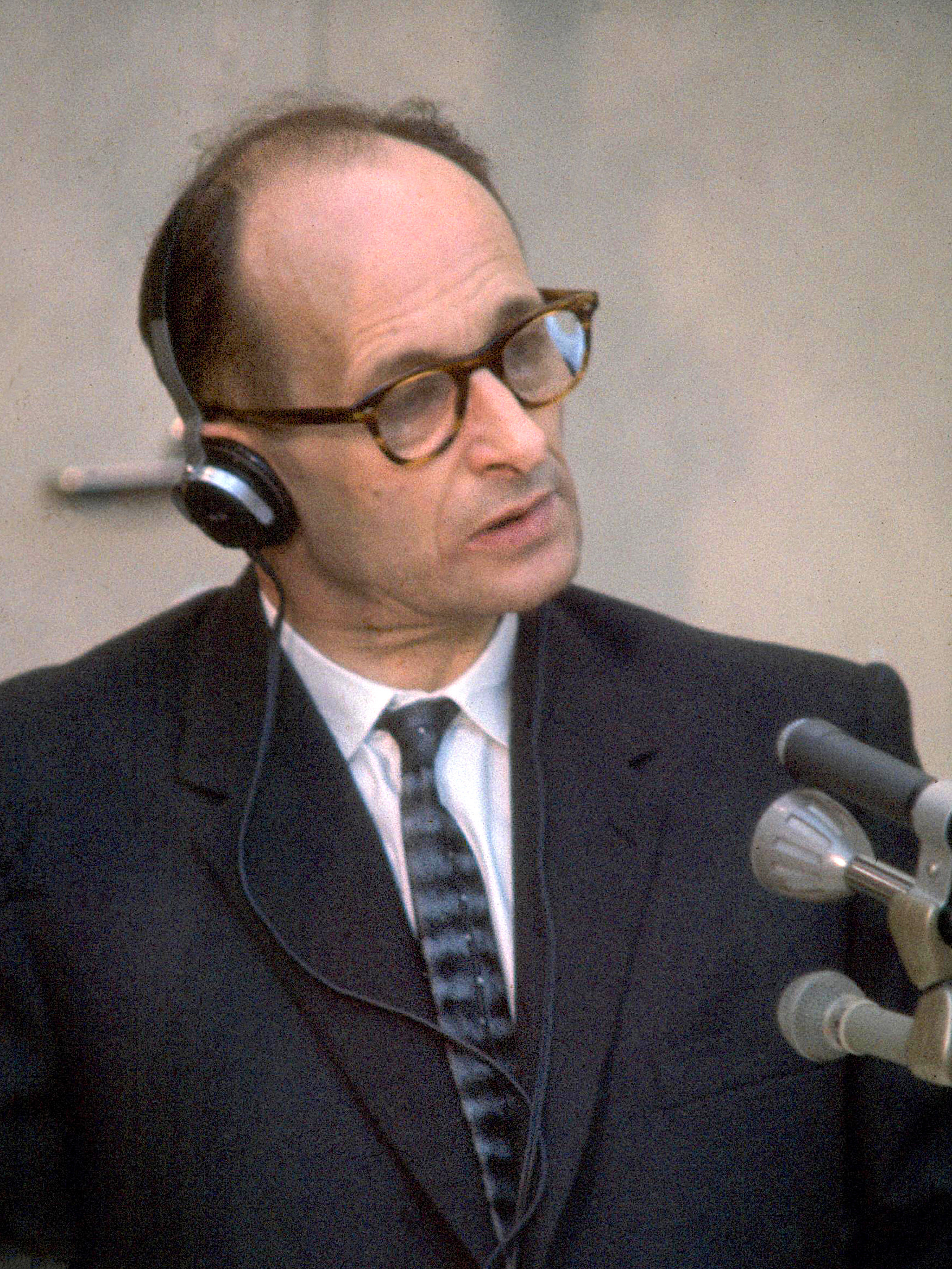
Adolf Eichmann sotto processo nel 1961.

Nel corso delle indagini e dei procedimenti penali per i crimini di guerra nazisti, fu dimostrato che tra le persone coinvolte non ci fosse dubbio su cosa si intendesse con questo termine. Al suo processo, l'SS-Obersturmbannführer Adolf Eichmann dichiarò che "tutti sapevano" che un trattamento speciale significava uccidere.
Successivamente ampliò la sua spiegazione per sottolineare che il "trattamento speciale" includeva anche misure ausiliarie oltre all'uccisione:
Nel suo libro di memorie Götzen, scritto in carcere, ha ulteriormente commentato i significati di Sonderbehandlung, spiegando che aveva sia un significato chiaramente letale che altri possibili e fornendo esempi documentari per ogni significato.
Secondo Emil Mazuw, SS-Gruppenführer e capo delle SS e della polizia: